# Lembos websteri
Lembos websteri är en kräftdjursart som beskrevs av Charles Spence Bate 1857. Lembos websteri ingår i släktet Lembos och familjen Aoridae. Arten har ej påträffats i Sverige. Inga underarter finns listade i Catalogue of Life.